# Jaera wakishiana
Jaera wakishiana är en kräftdjursart som beskrevs av Charles Spence Bate 1865. Jaera wakishiana ingår i släktet Jaera och familjen Janiridae. Inga underarter finns listade i Catalogue of Life.